# Stefan Rachoń

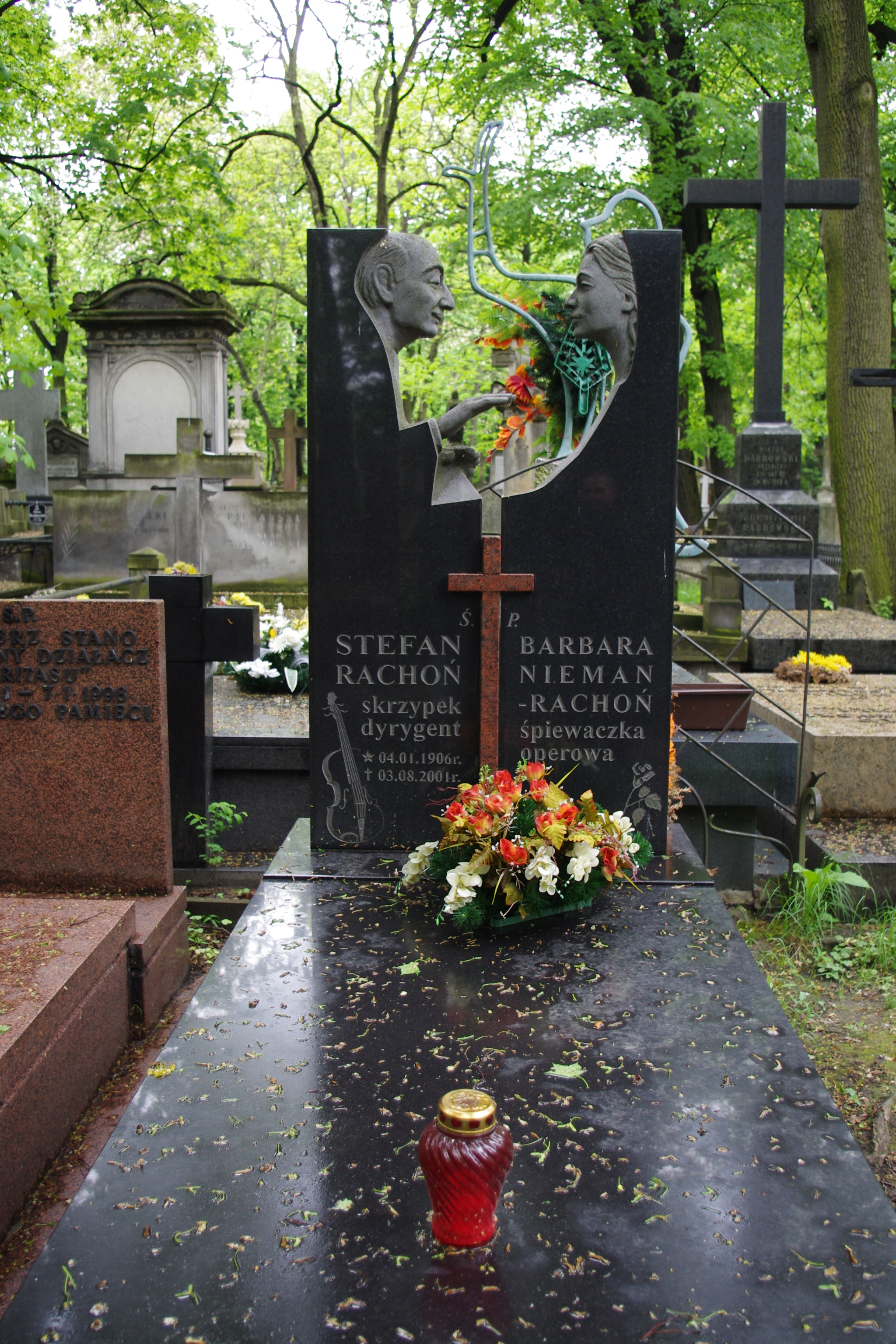
Grób dyrygenta Stefana Rachonia na cmentarzu Powązkowskim

Stefan Rachoń (ur. 4 stycznia 1906 w Ostrowie, zm. 3 sierpnia 2001 w Olsztynie) – polski dyrygent i skrzypek.

## Życiorys
Urodził się w rodzinie Andrzeja (1858–1925), wiejskiego skrzypka, i Marianny z Feledynów. Miał dwóch braci: Karola i Antoniego oraz sześć sióstr: Józefę, Stanisławę, Bronisławę, Eleonorę, Zofię i (?). Edukację muzyczną rozpoczął w Państwowej Średniej Szkole Muzycznej im. Stanisława Moniuszki w Lublinie. Klasę skrzypiec u Wacława Grudzińskiego ukończył z odznaczeniem. Podjął pracę w sześcioosobowej orkiestrze grającej na projekcjach filmów niemych w lubelskim kinie „Corso”. Później pracował na stanowisku pierwszego skrzypka Orkiestry Towarzystwa Filharmonicznego w Lublinie. W 1933 roku ukończył Konserwatorium Warszawskie. Grę na skrzypcach studiował w klasie Józefa Jarzębskiego i Ireny Dubiskiej, a dyrygenturę pod kierunkiem Grzegorza Fitelberga. Podczas studiów grał jako taper w kinach międzywojennej Warszawy. Oficjalnie debiutował w 1930 roku na antenie Polskiego Radia w audycji Kącik młodych talentów. W tym samym roku otrzymał propozycję utworzenia radiowej orkiestry rozrywkowej. 
Po wybuchu II wojny światowej walczył w 36. Pułku Piechoty Legii Akademickiej. W okresie okupacji niemieckiej przebywał w Warszawie, gdzie grał w lokalach gastronomicznych i kawiarniach. Należał do Tajnej Orkiestry Polskiego Radia. Brał czynny udział w powstaniu warszawskim. Po powstaniu, w 1944 roku przedostał się do Krakowa i współpracował z Orkiestrą Generalnej Guberni. Stamtąd przyjechał do wyzwolonego Lublina i założył pięcioosobowy zespół, z którym grał w „Pszczółce” (radiostacji Polskiego Radia w Lublinie). 
Po powrocie do Warszawy w 1945 roku utworzył pierwszą powojenną orkiestrę Polskiego Radia przemianowaną później na Orkiestrę Polskiego Radia i Telewizji. Dyrygował nią do 1980 roku. Radiowe studio M-1, w którym pracowała orkiestra, było przez długie lata miejscem radiowych debiutów polskich piosenkarzy. Stefan Rachoń dokonał z orkiestrą radiową około dziesięciu tysięcy nagrań muzyki symfonicznej, operowej, operetkowej i rozrywkowej. Wspólnie z Orkiestrą brał udział w festiwalach piosenki w Opolu, Sopocie i Zielonej Górze, towarzyszył piosenkarzom na koncertach estradowych oraz podczas nagrań fonograficznych w Polsce, a także za granicą (m.in. w Anglii, Czechosłowacji, Niemieckiej Republice Demokratycznej, Związku Radzieckim i na Węgrzech). Zasiadał w jury Festiwalu Piosenki Radzieckiej w Zielonej Górze.
Był przyjacielem i pomocnikiem-doradcą Ireny Santor.
Za swoją działalność dyrygencką Stefan Rachoń był wielokrotnie nagradzany i odznaczany. W latach 90. XX wieku wraz z innymi sławnymi polskimi dyrygentami od Telewizji Polskiej otrzymał „Złotą Batutę”. 
Dwukrotnie żonaty. Pierwszą żoną była Hanna Czaplicka. Po jej śmierci pojął za żonę śpiewaczkę operową Barbarę Nieman.
Zmarł w 2001 w wieku 95 lat w olsztyńskim Szpitalu Wojewódzkim, pochowany na cmentarzu Powązkowskim (kwatera 2-1-9).

## Nagrania (wybór)
- Słowik Warszawy-Bogna Sokorska; Muza SX-0228
- Franz Lehár – Fragmenty operetek, (współuczestniczył dyr. Karol Stryja); Muza X-0316
- Wanda Polańska – sopran, (współuczestniczył dyr. Jan Pruszak); Muza SX-1041

## Ordery i odznaczenia
- Krzyż Komandorski z Gwiazdą Orderu Odrodzenia Polski (2000)[6]
- Order Sztandaru Pracy II klasy
- Krzyż Oficerski Orderu Odrodzenia Polski
- Krzyż Kawalerski Orderu Odrodzenia Polski (1954)[7]
- Złoty Krzyż Zasługi (1950)[8]
- Odznaka „Zasłużony Opolszczyźnie”
- Odznaka za zasługi dla woj. zielonogórskiego
- Odznaka za zasługi dla m. Lublina
- Medal "Za zasługi w rozwoju współpracy kulturalnej między Polską a Związkiem Radzieckim" (przyznany przez ZG TPPR, 1974)[9]
- Order „Znak Honoru” (ZSRR, 1984)[10]

Źródło:.

## Nagrody
- Nagroda Przewodniczącego Komitetu do spraw Radia i Telewizji (1963)
- Złoty Mikrofon za 40 lat działalności muzycznej na antenie radiowej oraz dorobek i poziom Orkiestry Polskiego Radia (1973)
- Nagroda Stowarzyszenia Autorów ZAiKS za popularyzację polskiej twórczości rozrywkowej (1991)[12]
- Nagroda Artystyczna Polskiej Estrady „Prometeusz” (1994)
- Diamentowa Batuta - Nagroda Honorowa z okazji 70-lecia Polskiego Radia (1995)

Źródło:.